# Parsifal
|  | Per a altres significats, vegeu «Parsifal (pel·lícula)». |

Parsifal és una òpera en tres actes composta per Richard Wagner. El llibret, del mateix compositor, es basa lleugerament en el poema èpic medieval del segle xiii Parzival de Wolfram von Eschenbach, sobre la vida del cavaller de la cort del rei Artús, Percival, i la seva recerca del Sant Greal. Wagner concebé l'obra l'abril de 1857, però no la completà fins vint-i-cinc anys després, quan va ser estrenada a Bayreuth l'any 1882. A l'estrena hi assistiren compositors com ara Vincent d'Indy i Ernest Chausson.
Wagner va atorgar al festival de Bayreuth el monopoli absolut sobre les representacions de Parsifal durant els 30 anys posteriors a la seva mort (fins al 1913, inclòs). Tanmateix, l'any 1903 el Metropolitan Opera de Nova York va saltar-se aquesta restricció i va representar l'òpera. El 1914 van començar les representacions "legals" fora de Bayreuth: l'1 de gener van programar-la nombrosos teatres. El primer a representar-la va ser el Gran Teatre del Liceu de Barcelona, que va començar la representació a les 10 de la nit del 31 de desembre de 1913, amb el permís de la família Wagner, ja que, atesa la diferència horària, aquesta hora corresponia a la mitjanit a Bayreuth.

## Origen i context
Wagner va llegir per primera vegada el poema de Wolfram Von Eschenbach a Marienbad l'any 1845. Després de descobrir els treballs d'Arthur Schopenhauer l'any 1854, Wagner es va mostrar interessat en les filosofies orientals, particularment pel budisme. Després de llegir l'obra d'Eugène Burnouf Introduction à l'historie du buddhisme indien entre 1855 i 1856, va escriure Die Sieger (Els victoriosos, 1856) un esbós d'una òpera basada en una història de la vida de Buda. Els temes que després serien explorats a Parsifal de reencarnació, compassió, renúncia a un mateix i fins i tot els grups socials (castes a Die Sieger, els cavallers del Greal a Parsifal) ja van ser introduïts a Die Sieger.
D'acord amb el seu propi relat, recollit en la seua autobiografia Mein Leben, Wagner va concebre Parsifal el matí del Divendres Sant de 1857, a la residència que Otto von Wesendonck, ric comerciant de sedes i generós patró, havia disposat per a Wagner. Sembla probable que Wagner, dient que s'havia inspirat un Divendres Sant per a compondre l'òpera, es prenguera una llicència poètica. Siga com siga, s'accepta que el treball va començar a la residència que li havia cedit Wesendonck durant l'última setmana d'abril de 1857.
Després d'aquest primer esbós, Wagner no va tornar a treballar en Parsifal durant vuit anys, durant els quals va completar Tristany i Isolda i va començar Els mestres cantaires de Nuremberg. Entre el 27 i el 30 d'agost de 1865 va reprendre Parsifal ampliant l'esbós amb un resum de l'argument i detallats comentaris sobre els personatges i temes del drama. Una vegada més el treball va ser abandonat durant altres onze anys i mig. Durant aquest temps Wagner va dedicar la major part de les seues energies al cicle de L'anell del nibelung, que va completar l'any 1874. Només quan aquesta gran obra va ser estrenada Wagner va trobar temps per a dedicar-se a Parsifal. El 23 de febrer de 1877 va completar un segon i més extens esbós de l'obra, que el 19 d'abril del mateix any havia transformat en un llibret en vers (o "poema" com Wagner s'estimava més anomenar els seus llibrets).
El setembre del 1877 va començar la música component dos esbossos de la partitures des del començament fins al final. El primer d'aquests esborranys (conegut en alemany com Gesamtentwurf) va ser fet a llapis en tres pentagrames, un per a la veu i dos per als instruments. El segon esborrany (Orchesterskizze) va ser realitzat en tinta i amb tres a cinc pentagrames segons la part. Aquest esbós estava molt més detallat que el primer i contenia un grau considerable d'elaboració de la part instrumental.
Va començar el segon esborrany el 25 de setembre de 1877, només pocs dies després del primer. En aquesta etapa de la seua carrera, a Wagner li agradava treballar en els dos esborranys al mateix temps, canviant entre l'un i l'altre. Una vegada conclosos els esborranys, acabava la partitura final (Partiturerstschrift).
Wagner va compondre els actes de Parsifal d'un en un, i fins que no acabava completament un no passava al següent.

## Representacions

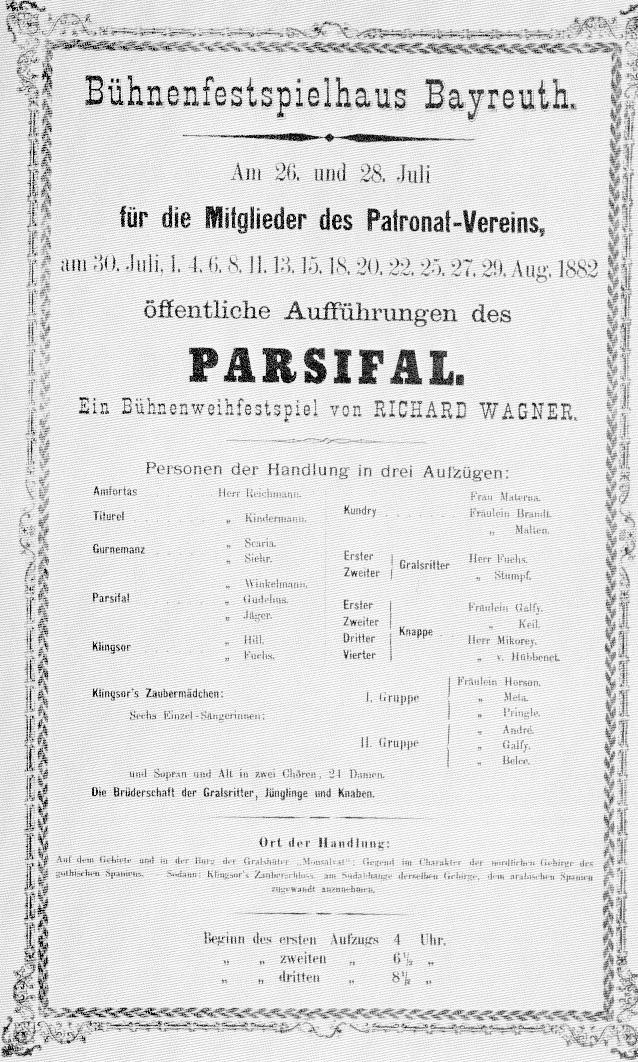
Pòster de la primera producció de Parsifal - 1882

El 12 de novembre de 1880 Wagner va dirigir una interpretació privada del Preludi per al seu mecenes Lluís II de Baviera en el Teatre de la Cort de Múnic. L'estrena de l'obra completa va tenir lloc al Festspielhaus de Bayreuth el 26 de juliol de 1882 sota la batuta del director jueu-alemany Hermann Levi. Al llarg de juliol i agost de 1882 s'hi van fer setze funcions de Parsifal, dirigides bé per Levi o bé per Franz Fischer. En la darrera, Wagner hi va substituir Levi en els darrers compassos.
Durant els primers vint anys d'existència, només es va representar Parsifal al Bayreuth Festspielhaus, escenari per al qual Wagner havia compost l'obra (amb l'única excepció de vuit representacions privades per a Lluís II a Múnic els anys 1884 i 1885). Wagner tenia dues raons per a atorgar aquesta "exclusiva" a Bayreuth. En primer lloc, volia impedir que Parsifal degenerara per a esdevenir un 'mer divertiment' del públic convencional d'òpera. Només a Bayreuth podrien ser controlades les condicions d'execució que ell hi havia previst - i que la seua muller, Còsima, va encarregar-se de mantenir després de la mort del compositor. La segona raó és que Wagner pensava que Parsifal proporcionaria uns ingressos segurs per a la seua família després de la seua mort si Bayreuth mantenia el monopoli de les representacions. Les autoritats de Bayreuth, després de la mort de Wagner, van autoritzar algunes representacions en versió de concert a diversos països (per exemple a Londres l'any 1884, Nova York l'any 1886 i Amsterdam l'any 1894) però van mantenir l'embargament pel que feia a les representacions escenificades. El 24 de desembre de 1903, després de rebre una autorització judicial que deia que les representacions als Estats Units d'Amèrica no podien ser prohibides per Bayreuth, el Metropolitan Opera de Nova York va posar en escena l'òpera completa, amb gran disgust de la família Wagner. Immediatament van seguir altres representacions no autoritzades a Amsterdam, els anys 1905, 1906 i 1908. L'any 1913, centenari de Wagner, el monopoli de Bayreuth va ser definitivament trencat, i des d'aleshores l'obra ha estat representada lliurement pertot arreu.

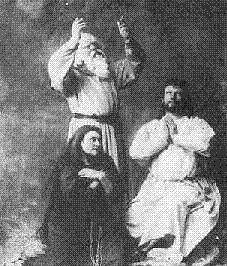
Amalie Materna, Emil Scaria i Hermann Winkelmann a l'estrena de Parsifal del 1882

En les representacions a Bayreuth el públic no aplaudeix al final del primer acte. Aquesta tradició és el resultat d'un malentès que prové del desig de Wagner de mantenir en l'estrena l'ambient seriós de l'òpera. Després de molts aplaudiments en el primer i segon actes, Wagner es va adreçar al públic comunicant que els artistes no saludarien els aplaudiments a teló baixat fins al final de la representació. Això va confondre el públic, que va mantenir-se en silenci fins i tot al final de la representació. Aleshores Wagner va adreçar-se de nou al públic i va declarar que no havia volgut dir que no s'aplaudira. Després de la representació Wagner es va queixar «Ara ja no sé si al públic li ha agradat o no?». Per a les següents representacions alguns van pensar que Wagner havia volgut que no s'aplaudira fins al final, i hi va haver silenci després dels dos primers actes. Finalment ha quedat la tradició de no aplaudir després del primer dels tres actes, tot i que això no era la idea de Wagner. De fet, durant les primeres representacions a Bayreuth el mateix Wagner cridava «Bravo!» quan les noies-flor feien la seua eixida en el segon acte, només pel plaer de veure com alguns membres del públic el feien callar. En altres teatres, els aplaudiments i les salutacions dels artistes al final de cada acte són una pràctica habitual.

## Argument
Lloc: Marca Hispànica, castell de Monsalvat (o Montsalvat) i palau màgic de Klingsor. Klingsor és cavaller de l'Orde del rei Amfortas. Incapaç de controlar la seva pròpia libido, Klingsor es castra a si mateix i amb menyspreu és expulsat de l'Orde. Exiliat al desert, per art de màgia Klingsor hi construeix una terra de plaers, repleta de flors diabòliques, i des de llavors intenta atrapar-hi els Cavallers per a aconseguir el seu regne. Quan Titutel, ja ancià, lliura la insígnia del sobirà al seu fill Amfortas, aquest, en l'ardor de la joventut, intenta combatre el diable de Klingsor, al regne del qual es dirigeix duent la Sagrada Llança amb ell. Però, seduït per una dona, es converteix en una flor de l'infern, i la llança cau en poder de Klingsor, qui la clava a Amfortas en el costat provocant-li una ferida que només la pròpia llança pot guarir. Tots aquells que intenten recuperar-la de mans del bruixot, també sucumbeixen. No obstant això, el Greal va profetitzar que un dia arribaria un home pur i gran coneixedor de la pena.

### Acte I
En un bosc prop del castell de Monsalvat, residència dels cavallers del Greal, Gurnemanz, un dels cavallers, desperta els seus joves escuders i els guia a l'oració. Adverteix que s'acosta el seguici d'Amfortas, sobirà dels cavallers del Greal, i pregunta al cavaller que l'encapçala per la salut del rei. El cavaller informa que el rei ha patit durant la nit i que aviat prendrà el seu bany. Els components del seguici demanen a Gurnemanz que explique com pot ser guarida la ferida del rei, però abans que aquest ho puga fer, una dona salvatge – Kundry - entra precipitadament, dona a Gurnemanz un bàlsam, comprat a Aràbia, per a guarir la ferida del rei, i immediatament defalleix, exhausta.
Amfortas arriba, portat en una llitera. Pregunta per Gawain, només per a sentir que aquest cavaller se n'ha anat sense el seu permís. Amargament, Amfortas diu que aquesta mena d'impetuositat va ser la que el va portar a ell mateix al regne de Klingsor, i va provocar la seua dissort. Rep la poció de Kundry i tracta de donar-li les gràcies, però aquesta respon, de manera incoherent, que les gràcies no ajudaran i l'urgeix a prendre un bany.
El rei se'n va, i els escuders manifesten desconfiança amb Kundry. Gurnemanz els diu que Kundry ha ajudat sovint els cavallers del Greal, però que apareix i desapareix al seu caprici. Quan Gurnemanz pregunta a Kundry per què no es queda a ajudar, aquesta respon que « ella mai no ajuda ». Els escuders creuen que és una bruixa i se'n burlen dient que si és de tanta ajuda, per què no troba la Sagrada Llança per a ells? Gurnemanz respon que això està reservat per a ser feina d'altri. Els conta que Amfortas havia estat el guardià de la Llança, però que la va perdre seduït per una dona encisadora en el regne de Klingsor. Klingsor va ferir Amfortas amb la Llança: aquesta és la ferida que causa el patiment d'Amfortas, i que mai no es guareix.
Dos escuders que tornen del bany del rei, informen a Gurnemanz que el bàlsam de Kundry ha alleujat el patiment del rei, almenys temporalment. Els seus escuders pregunten a Gurnemanz si de cas va conèixer Klingsor. Ell narra com la Sagrada Llança, que va ser usada per a ferir el Redemptor en la Creu, i el Greal que va contenir la seua sang, van arribar a Monsalvat per a ser custodiats pels cavallers del Greal, sota el comandament de Titurel – pare d'Amfortas. Klingsor va desitjar unir-se als cavallers, però incapaç de resistir els pensaments impurs va decidir castrar-se a si mateix, i això va provocar la seua expulsió. Aleshores, el rancuniós Klingsor va declarar-se en contra dels cavallers, va aprendre màgia negra i va establir un regne ple de belles noies-flor per a seduir i destruir els cavallers del Greal. Així va ser com Amfortas va perdre la Sagrada Llança, que ara es troba en poder de Klingsor. Gurnemanz relata com Amfortas, posteriorment, va tenir una visió en la qual se li advertia que havia d'esperar un «neci pur, il·luminat per la compassió» ("Durch Mitleid wissend, der reine Tor") que finalment seria capaç de guarir la seua ferida.
En aquest moment se senten crits: un cigne ha estat mort, i duen un home jove que ha estat descobert portant un arc. Gurnemanz censura severament el capteniment del jove, i li pregunta si el cigne li havia fet cap mal. Ple de remordiments, el jove trenca l'arc. Gurnemanz li pregunta per què ha vingut, qui és son pare, com ha arribat al regne del Greal i quin és el seu nom. A cadascuna de les preguntes el jove respon, « No ho sé ». Quan se li pregunta que què és el que sap, ell replica que té una mare anomenada Herzeleide, i que el seu arc va ser construït per ell mateix. Kundry ha estat observant, i intervé per a dir que el pare del jove era Gamuret, un cavaller mort en la batalla, i que sa mare va prohibir-li usar l'espasa, tement que podria sofrir el mateix destí que el pare. El jove exclama que després de veure passar els cavallers a través del seu bosc, immediatament va deixar sa mare per a seguir-los. Kundry riu i li diu al jove que sa mare ha mort de pena. Ell, enfurismat, intenta atacar-la abans d'enfonsar-se pel dolor. De sobte Kundry sembla vençuda per la son, però crida que no ha de dormir, que el que desitja és no despertar-se, després s'arrossega buscant el descans.
Gurnemanz invita el jove a observar el ritual del Greal. El jove no sap què és, però comenta mentre caminen que, tot i que gairebé no s'han mogut, s'han desplaçat molt. Gurnemanz li diu que en el seu regne, el temps esdevé espai.
Arriben al saló del Greal, on els cavallers s'hi troben reunits per a rebre la Sagrada Comunió. Se sent la veu de Titurel, dient al seu fill, Amfortas, que descobrisca el Calze. Amfortas sent el turment de la vergonya i el patiment. Ell és el guardià del Greal, però en haver sucumbit a la temptació i haver perdut la Sagrada Llança, es declara indigne d'aquest càrrec. Suplica perdó ("Erbarmen!") però només escolta la promesa de la futura redempció a mans del neci pur. Els cavallers i Titurel l'urgeixen a desvetllar el Greal, i finalment ho fa. El saló s'omple de la llum del Greal, del qual combreguen els cavallers. Gurnemanz invita el jove a participar, però aquest, extasiat, no se n'adona. Amfortas no combrega, i quan conclou la cerimònia, s'enfonsa pel dolor i és portat fora. Lentament el saló es buida, i el jove i Gurnemanz queden sols. Gurnemanz li pregunta si ha entès el que ha vist. El jove no sap què respondre, i Gurnemanz el despatxa iradament, no sense l'advertència que no ha de matar cap altre cigne. Una veu del cel repeteix la promesa: « El neci pur, il·luminat per la compassió ».

### Acte II
S'inicia el segon acte en el castell màgic de Klingsor, qui ordena a la seua serventa que destruisca el jove que ha penetrat en els seus dominis. Primer l'anomena Herodies, després Gundryggia i finalment Kundry, transformada en l'encisadora dona que va seduir Amfortas. Ella, que està adormida, es desperta i inicialment es resisteix a obeir, burlant-se de la castedat forçada de Klingsor, però aviat sucumbeix als seus desitjos. Klingsor invoca els cavallers del seu reialme perquè ataquen el jove, però observa com aquest dispersa fàcilment els sicaris. Després veu que penetra en el jardí de les noies-flor i envia Kundry al seu encontre.

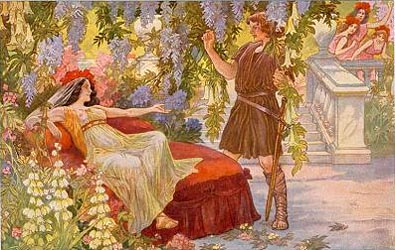
Postal amb motius de Parsifal, de cap a 1900 - artista desconegut

El jove es troba en un jardí, envoltat per belles i seductores noies-flor. Aquestes el criden i s'entrellacen al voltant d'ell, reprotxant-li haver donat mort a llurs amants i resistir-se a llur encís. Es barallen entre elles per guanyar el seu amor, però callen quan se sent una veu cridar, « Parsifal! ». El jove recorda de sobte que aquest és el nom que sa mare li va donar quan se li va aparèixer en somnis. Les noies-flor es retiren, acusant-lo de boig, i deixant-lo a soles amb Kundry. Ell pensa si això no deu ser més que un somni i pregunta a Kundry com sap el seu nom. Aquesta li respon que coneix el seu nom per sa mare, que l'estimava i que va intentar protegir-lo del destí de son pare, i que ell l'havia abandonada i així havia provocat que morira de pena. Parsifal se sent envaït pel remordiment i es blasma a si mateix per la mort de sa mare. Pensa que deu ser vertaderament estúpid per haver oblidat sa mare. Kundry li diu que aquest és el primer senyal del coneixement, i que pot ajudar-lo a conèixer més sobre l'amor de sa mare besant-lo. En besar-se, Parsifal es retorça de dolor i invoca Amfortas: Parsifal sent la ferida d'Amfortas roent-li el costat i ara coneix el patiment d'Amfortas durant la cerimònia del Greal. Envaït per aquesta compassió per Amfortas, Parsifal rebutja Kundry.
Kundry, enfurismada, li diu que si pot sentir compassió per Amfortas també ha de sentir compassió per ella. Ella ha vagarejat durant segles, incapaç de descansar, perquè va veure Jesucrist en la creu i se'n va riure. Ara, mai no pot plorar, només riure, i com a esclava del posseïdor de la Sagrada Llança, viu només per a seduir. Ell torna a rebutjar-la i li demana que el porte davant d'Amfortas. Kundry li prega que romanga amb ella només una hora, i que després el portarà en presència d'Amfortas. Quan ell torna a refusar-la, ella el maleïx, el condemna a vagarejar sense tornar a trobar mai el regne del Greal i immediatament crida Klingsor perquè l'ajude.
Apareix Klingsor i llança la Sagrada Llança a Parsifal, però aquesta es queda suspesa en l'aire, sobre el cap de Parsifal. Parsifal l'agafa i, en fer amb ella el senyal de la creu, el castell màgic desapareix. En anar-se'n, Parsifal li diu a Kundry que ella sap ben bé on pot tornar-lo a veure.

### Acte III

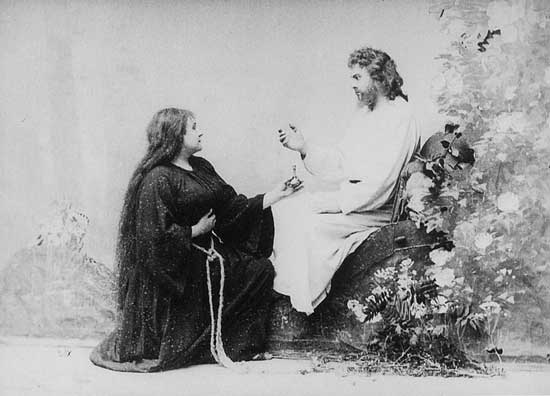
Ernest van Dyck i Amalia Materna com a Parsifal i Kundry en el tercer acte del Parsifal representat a Bayreuth el 1889

El tercer acte comença de nou en el regne del Greal alguns anys després. Gurnemanz, ara envellit, sent un lament fora de la seua cabana i descobreix Kundry inconscient. La reviscola amb aigua de la Sagrada Font, però ella no pot sinó repetir un mot "servir" ("Dienen"). Gurnemanz es pregunta si hi ha cap significat ocult en el fet que Kundry haja reaparegut en un dia tan especial. Després veu un home que s'atansa vestit amb una armadura negra completa. No pot veure qui és perquè el foraster porta el seu elm baixat i a més no parla. Finalment, l'aparegut es lleva l'elm per ordre de Gurnemanz i reconeix el jove que va matar el cigne; aleshores s'adona que l'arma que porta és la Sagrada Llança.
Parsifal comunica el seu desig de ser portat en presència d'Amfortas. Relata el seu viatge, vagarejant durant anys incapaç de trobar el camí vers el Greal: sovint s'ha vist forçat a lluitar, però mai no ha usat la Sagrada Llança en la batalla. Gurnemanz li diu que la maledicció que li impedia trobar el camí vers el Greal ha estat alçada, però que en la seua absència Amfortas ha refusat revelar el Greal i Titurel ha mort. Parsifal és envaït pel remordiment, blasmant-se a si mateix per l'estat de la situació. Gurnemanz li comunica que avui és el dia del funeral de Titurel i que Parsifal té el deure de guiar el ritual. Kundry renta els peus de Parsifal, i Gurnemanz l'ungeix amb aigua de la Sagrada Font, de manera que el reconeix com el neci pur, ara il·luminat per la compassió, i com el nou rei dels cavallers del Greal.
Parsifal comenta la bellesa dels prats i Gurnemanz li explica que avui és Divendres Sant, dia en què el món renaix. Parsifal bateja una plorosa Kundry.
Segueix un comentari de Gurnemanz referit al fet que l'espai i el temps s'hi han fixat.
De nou es desplacen fins al saló del Greal. Amfortas és dut davant del Greal i davant del taüt de Titurel. Plora per son pare, que ha deixat de patir, i expressa el seu desig de seguir-lo en la mort. Els cavallers del Greal, exasperats, urgeixen Amfortas a revelar el Greal de nou, però Amfortas contesta frenèticament que mai més no el revelarà i ordena als seus cavallers que el maten. En aquest moment arriba Parsifal i declara que només una arma pot servir per a aquest propòsit: amb la Llança guareix la ferida d'Amfortas i el perdona. Parsifal ordena que el Greal siga revelat. Tots s'agenollen, mentre Kundry, alliberada de la seua maledicció, cau morta.

## Anàlisi
Parsifal és l'heroi la reforma interior del qual pretenia simbolitzar la possibilitat de regeneració per tota una societat submergida a la decadència, malgrat totes les desventures i contrarietats que van assetjar Wagner i dels atacs de què va ser objecte la seva obra, tant en vida com
després de mort. El jove ambiciós i torturat, amb l'obsessió per assolir la bellesa absoluta mitjançant la concepció de l'obra d'art total va trobar la seva recompensa en una immortalitat, que se celebra cada any al temple de Bayreuth i en molts altres escenaris.
La cerca infatigable de la totalitat que ha d'abastar l'obra d'art, com si es tractés de la idea en si hegeliana, és indissociable de totes aquestes aspiracions que es veuen culminar a Parsifal, l'obra de Wagner més polèmica i més subjecta a tot tipus d'interpretacions, no tant per la partitura musical com pel poema dramàtic que li serveix de base. Molt queda encara per indagar en general sobre el simbolisme que Wagner va introduir en les llegendes en què s'inspiren els seus poemes dramàtics i en la seva música, i això es deu segons el redactor del butlletí mensual Bayreuther Blätter, anomenat Wolzogen i íntim amic de Wagner, que aquest últim parlava molt poc al respecte.
Com a darrera òpera de Wagner, Parsifal ha estat tan influent com controvertida. L'ús de símbols cristians (el Greal, la llança, referències al Redemptor…) han portat a considerar-la sovint com una mena de ritual religiós. Friedrich Nietzsche, que inicialment havia estat un dels més aferrissats defensors de Wagner, va reaccionar en contra de Parsifal en considerar-la una cerimònia pseudo-cristiana, tot i que va admetre que la música era sublim: «Ha compost mai Wagner alguna cosa millor?» (carta a Peter Gast, copista de Wagner, 1887). Claude Debussy, que en els seus últims anys seria molt crític amb Wagner i la seua influència, la va definir com «un dels més encisadors monuments sonors mai sorgits de la serena glòria de la música». Gustav Mahler, que va assistir a l'estrena, va declarar després: «Quan vaig eixir del Festspielhaus, incapaç d'articular un mot, vaig saber que havia experimentat la grandesa suprema i el sofriment suprem, sagrat i immaculat, que romandria amb mi durant la resta de la meua vida».

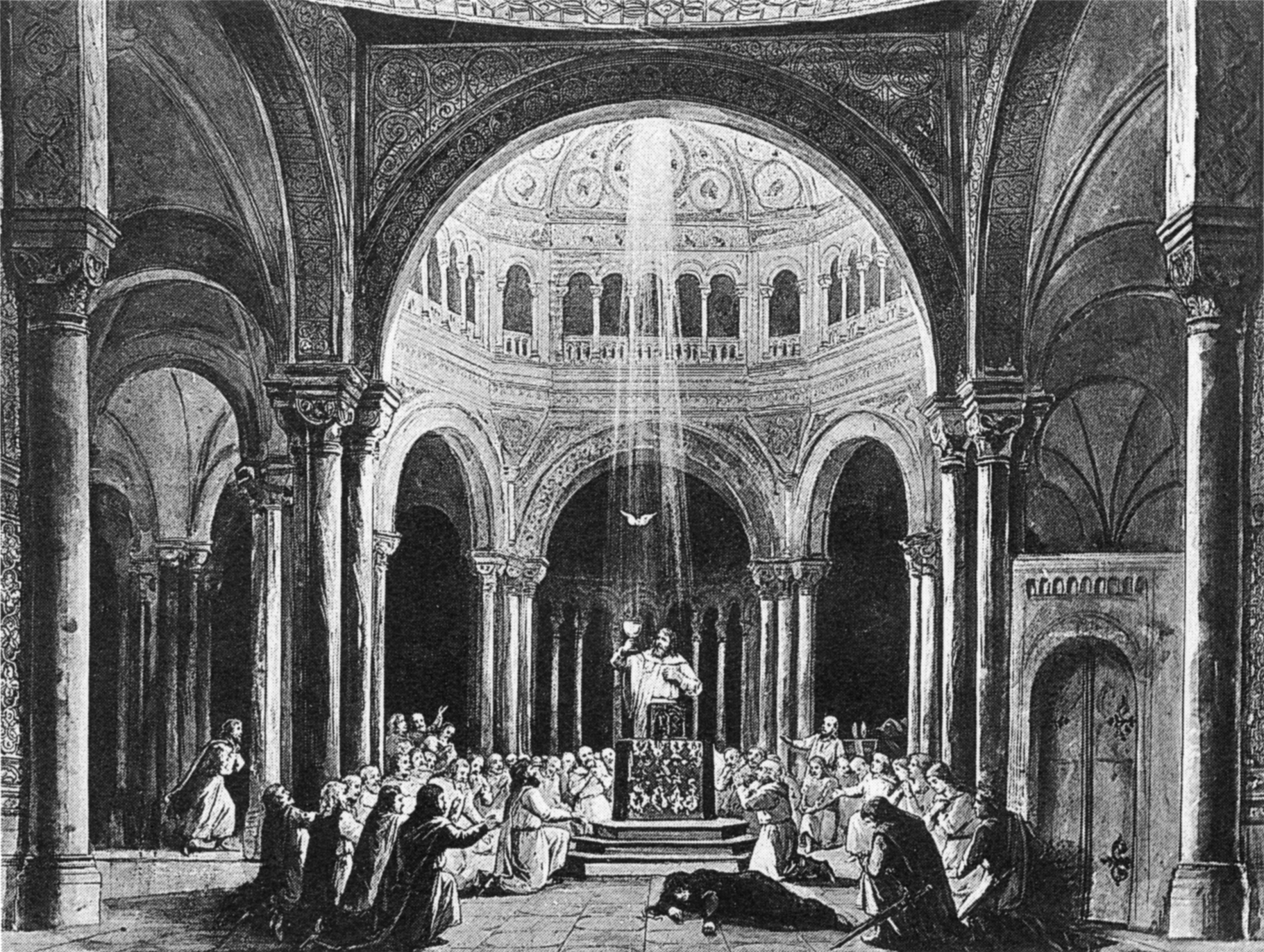
Escena final de Parsifal en una representació de 1882

Alguns autors han vist en Parsifal certa forma de promoció del racisme i de l'antisemitisme suggerint que va ser creada en suport de les idees d'Arthur de Gobineau, defensor de l'Arianisme. Parsifal es presenta com l'heroi amb "puresa de sang" (ari) que triomfa sobre Klingsor, que es percep com un estereotip dels jueus, més encara quan Klingsor s'oposa als quasi-cristians cavallers del Greal. Aquesta teoria continua sent avui dia un tema de debat, tot i que no hi ha cap element explícit en el llibret que l'abone, i que en els diaris de Cosima Wagner — que expressen amb gran detall els pensaments de Wagner en els seus 14 darrers anys de vida (incloent-hi els anys de composició i estrena de Parsifal) — no s'esmenta aquesta intenció. Wagner va conèixer Gobineau en un breu encontre l'any 1876, i només va llegir d'aquest autor Un assaig sobre la desigualtat de les races humanes l'any 1880. Però Wagner havia completat el llibret de Parsifal al voltant de 1877, i els esbossos inicials de la història dataven de 1857. Tot i aquest lapse cronològic, sovint se cita Gobineau com una de les fonts principals d'inspiració de Parsifal.
Si Parsifal expressara tan clarament el concepte de la supremacia de la raça ària sens dubte hauria gaudit de gran popularitat durant la supremacia del partit nazi alemany, però de fet els nazis van promulgar una prohibició de facto de les representacions de l'òpera a causa de les seues "connotacions pacifistes".
Altres autors (particularment Bryan Magee) consideren Parsifal com la darrera gran expressió wagneriana de la filosofia de Schopenhauer. Parsifal pot guarir Amfortas i redimir Kundry perquè mostra compassió, qualitat que Schopenhauer considera la forma suprema de la moral humana. A més, mostra compassió davant una enorme temptació sexual (Acte 2 escena 3). De nou, la filosofia schopenhaueriana suggereix que l'única fugida possible de les omnipresents temptacions de la vida és la negació de la voluntat, i evitar la temptació sexual és una forma particularment punyent de negació de la voluntat. Des d'aquest punt de vista, Parsifal, amb el seu èmfasi en el Mitleid (compassió) és una continuació natural de Tristany i Isolda, on la influència de Schopenhauer és potser més òbvia, amb la presència central del Sehnen (desig). De fet, Wagner va considerar originalment incloure Parsifal com un personatge en l'Acte 3 de Tristany, però després va rebutjar la idea.
Molts teòrics de la música han utilitzat Parsifal per a explorar les dificultats d'anàlisi del cromatisme en la música de les acaballes del segle xix. Teòrics com ara David Lewin i Richard Cohn han investigat la importància de certes notes i progressions harmòniques en l'estructura i la simbologia de l'obra. Les poc usuals progressions harmòniques en els leitmotiv en què estructura l'obra, així com l'intens cromatisme de l'Acte 2, fan de Parsifal una obra difícil d'analitzar no només des del punt de vista filosòfic, sinó també musical.

## Influències
- Parsifal va ser la principal font d'inspiració del poema de T. S. Eliot The Waste Land
- Va ser adaptada al cinema (en una concepció molt controvertida) pel director Hans-Jürgen Syberberg.

- Parsifal, pel·lícula de Daniel Mangrané rodada el 1951 a Barcelona i Montserrat, adaptant l'òpera de Wagner.
- L'escriptor alemany Hermann Hesse, va escriure el llibre L'últim estiu de Klingsor, en el qual el personatge que duu aquest nom és un pintor. Encara que el personatge de Hermann Hesse potser fa referència al Kligsohr del Heinrich von Ofterdingen, de Novalis.
- Jorge Volpi, escriptor mexicà, va escriure En busca de Klingsor (A la recerca de Klingsor), una novel·la que relata la recerca de Klingsor, nom en clau d'un físic de primera línia que, en temps del Tercer Reich, va ser conseller d'Adolf Hitler en matèria científica.

## Parsifali Catalunya

### Montsalvat
| « | Domini i castell del Greal, anomenat "Montsalvat", amb el paisatge de les muntanyes del nord de l'Espanya gòtica... | » |

Aquesta vaga indicació escènica de Parsifal, primera frase del llibret, situa el castell de Montsalvat en un indret poc determinat del nord de l'Espanya visigòtica, que per altres indicacions contingudes en la font literària de l'òpera, fonamentalment el poema de Wolfram von Eschenbach, podria situar-se als territoris de la Marca Hispànica.
En la Barcelona de principis del segle xx va sorgir un important moviment prowagnerià, que va desembocar en la fundació de l'Associació Wagneriana de Barcelona, encapçalada per Joaquim Pena i nodrida d'un important grup de catalanistes. El medievalisme i l'orgull nacional basat en arrels èpiques que destil·lava l'obra de Wagner, connectava completament amb els ideals del catalanisme, que propugnava l'emancipació de Catalunya com a via per a retrobar la modernitat europea, de la qual Alemanya era un bon model a seguir. El Modernisme, branca cultural del nacionalisme, també s'hi trobava a gust amb l'estètica historicista wagneriana, i de fet, en el vessant musical tant Felip Pedrell com Anselm Clavé propugnaven la recuperació de les joies musicals medievals.
En aquest context, Parsifal va proporcionar als intel·lectuals catalans el plaer de trobar Catalunya en el centre d'una òpera de Wagner. La identificació entre Montsalvat i Montserrat va ser instantània; la "santedat" de la muntanya del Greal no podia tenir cap altre significat que la més santa de les muntanyes catalanes.
Però en el poema Parzival de Wolfram von Eschenbach, el castell del Greal rep el nom de Munsalväsche, que pot ser interpretat com a "Mont salvatge" o com a "Mons salvetat". Aquesta segona accepció l'acostaria més a Montsegur que a Montserrat, per la seua evocació de seguretat o defensa. En aquest sentit tampoc no han faltat les interpretacions càtares de la llegenda, promogudes pel membre de les SS Otto Rahn, en comparar i mesclar la llegenda de Parsifal i la mística i la història dels càtars d'Occitània.
Tot i no haver-hi cap indicació que pugui assimilar Montsalvat i Montserrat, més que la mera similitud entre els noms i que suposadament compartien llur caràcter sagrat, la identificació va portar que en l'estrena de Parsifal al Gran Teatre del Liceu, el decorat del primer acte representara exactament el fons muntanyós de Montserrat. Potser pel fet que, com alguns  estudis senyalen, es veu ressonar clarament Montserrat en la darrera òpera de Wagner, ja que adverteixen la gran rellevància  del valor simbòlic d'aquesta muntanya tenia per al Romanticisme alemany , després  de la visita que l'antropòleg Wilhelm von Humboldt va realitzar a Montserrat a principis del segle XIX. La descripció de clima natural i espiritual que visqué Humboldt a Montserrat fou traslladat en una crònica a Goethe qui, al seu torn, la va transmetre immediatament al poeta F. Schiller per a la seva publicació. Goethe va arribar a definir a Montserrat com a símbol del creixement espiritual de la persona. «Enlloc no trobarà l’home la felicitat i la pau, sinó en el seu propi Montserrat», va escriure Goethe. Per al nucli de Weimar, Montserrat simbolitza l'objectiu del romanticisme de retorn a la natura, el descobriment del jo subjectiu i d'una nova espiritualitat.
El 23 d'octubre de 1940, el cap de les SS Heinrich Himmler, que era membre de la societat esotèrica Thule, va visitar Montserrat davant els perplexos ulls dels monjos de l'abadia, que van tractar d'ignorar-lo. Se sap que va preguntar pel Greal. L'escriptora Montserrat Rico Góngora ha escrit una novel·la a partir d'aquesta anècdota, basant-se en el testimoni d'un dels cicerones de Himmler durant la seua visita: mossèn Andreu Ripol.

### L'estrena al Liceu
Si bé estava permesa la interpretació fragmentària de Parsifal fora de Bayreuth, sobre la interpretació de l'òpera completa pesaven els drets d'exclusivitat que la família Wagner tenia per un període 30 anys. Llevat de Nova York i Amsterdam, els teatres d'arreu del món van respectar aquest monopoli, que caducava l'1 de gener de 1914. Molts teatres van anunciar Parsifal per a aquesta data: Berlín, Praga, Roma, Madrid… i Barcelona no podia ser menys. El director del Liceu, Alfred Volpini, es va adonar que entre Alemanya i Espanya existia un desfasament horari: a Alemanya l'horari anava una hora al davant i això, a efectes legals, permetia que la representació pogués començar a Barcelona a les 23:00 h del dia 31 de desembre de 1913, fet que situaria el Liceu com el primer teatre del món a representar "legalment" Parsifal fora de Bayreuth. No es tractava de guanyar una hora, ni un dia, sinó d'avançar-se un any!
Tot i que Volpini pretenia emprar decorats d'altres produccions, l'Associació Wagneriana i la Junta del Liceu van exigir que la producció fos exclusivament catalana i, per tant, es va contractar quatre artistes catalans per fer els decorats. Aquesta discussió va retardar l'inici dels treballs fins al novembre, i finalment també es va haver de recórrer al belga Descluzes, pintor de decorats del Théâtre de la Monnaie de Brussel·les. Descluzes va passar dos mesos a Barcelona i va encarregar-se del decorat més important: el fons de la muntanya de Montserrat.
Va dirigir l'orquestra Franz Beidler i la sessió va començar a les 22.30 h perquè l'obertura no es trobava afectada per la prohibició. Després del primer acte es va fer un descans per a sopar. La representació concloïa a les 5.00 h de l'1 de gener de 1914. Tot i que es van veure llargues cues per a comprar entrades, la sala no es va omplir completament. Alguns espectadors van abandonar la representació al final del primer o segon acte, fins i tot alguns membres de la Wagneriana, escandalitzats pel que consideraven una profanació de la simbologia catòlica.
Per a celebrar el centenari de l'estrena de l'òpera, el Cercle del Liceu organitzarà el proper 9 de gener de 2014 un muntatge de Carlus Padrissa. L'espectacle està previst que recuperi material històric combinant-lo amb elements de la producció de Parsifal que es va estrenar a la primavera de 2014 per encàrrec de l'Òpera de Colònia. Actuarà el baríton Christopher Roberston i per altra banda com a homenatge al passat s'usaran discs de pedra que el tenor Francesc Viñas va gravar el 1912 a Nova York.

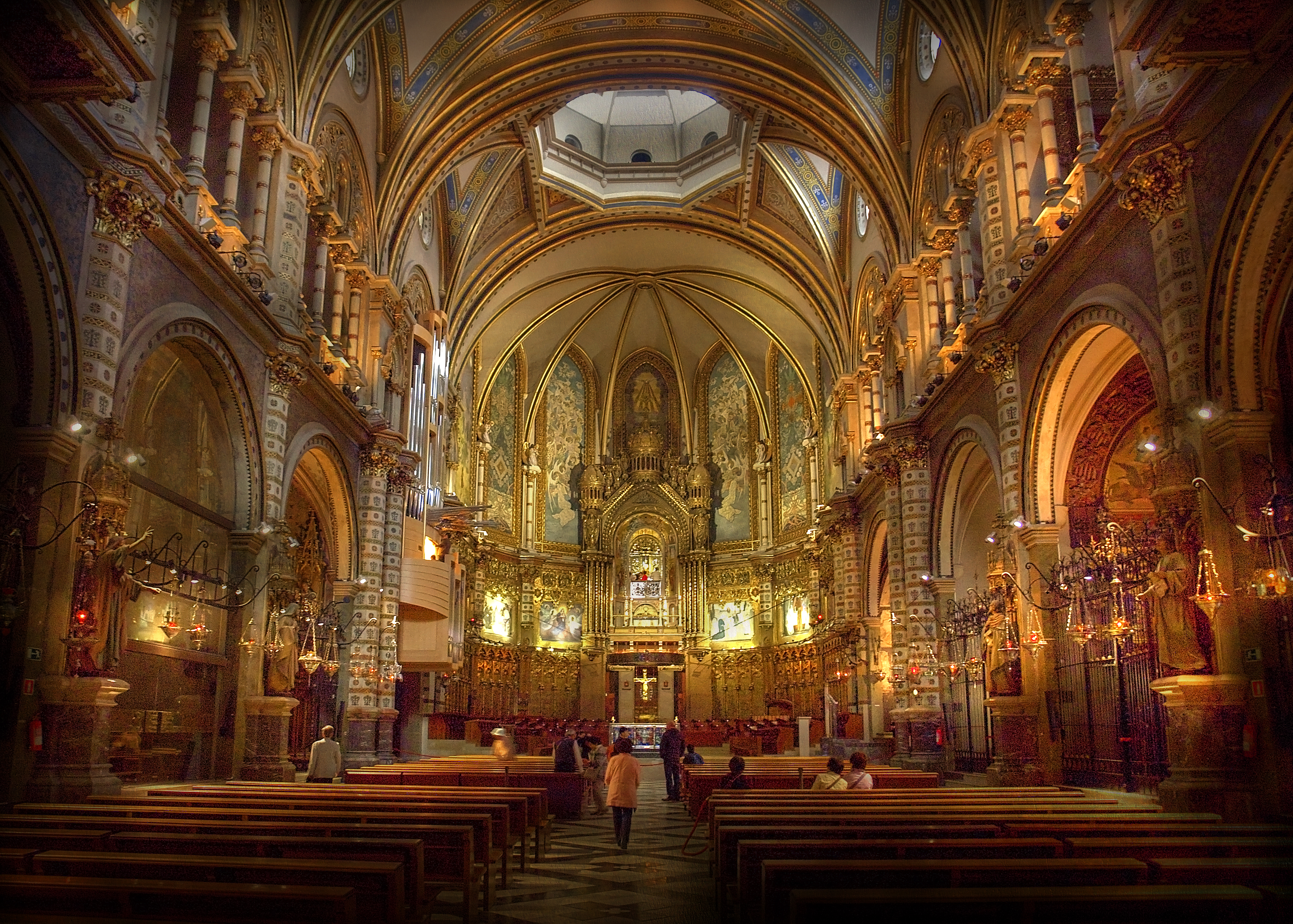
Basílica de Montserrat on s'interpretà, en versió concert Parsifal, el primer de maig de 2025

### Parsifal a Montserrat
El primer de maig de 2025 es va interpretar Parsifal a Montserrat. En l'avinentesa del mil·lenari de la fundació de l'abadia es realitzà una audició de l'última òpera escrita per Wagner, que ell mateix va definir com a "festival escènic sagrat". Una versió de concert de l'òpera interpretada a l'interior de la basílica montserratina que va comprendre el preludi del primer acte i l'acte tercer.
Un esdeveniment singular pel lligam que diversos especialistes adverteixen entre Montserrat i el Montsalvat del Parsifal que guarda el Graal. Ja que Montserrat es convertí en tot un símbol espiritual  per al romanticisme alemany arran del viatge que va fer a la muntanya Wilhelm von Humboldt l'any 1800. Impressions aplegades al seu treball Montserrat bei Barcelona. La muntanya de Montserrat és descoberta com una crida al retrobament interior, on la naturalesa de l’espai i l’interior de l’home s'integren. Un Montserrat simbòlic que sota la visió de Goethe i  Schiller, arribaria a autors com Schopenhauer o al músic Richard Wagner.
La singularitat d'aquest Parsifal va convocar a solistes de relleu en la interpretació wagneriana com Nikolai Schukoff (Pasifal), Albert Dohmen (Gurnemantz) i José Antonio López (Amfortas). Acompanyats de la Jove Orquestra Nacional de Catalunya (JONC) juntament amb  l'Escolania de Montserrat i la Schola Cantorum de l'abadia. Tots ells dirigits per Josep Pons.
Aquest Parsifal a Montserrat fou seguit presencialment per més de mil nou-centes persones, a més de les que ho van fer pels mitjans de comunicació.